# Nagykónyi, Tolna
Nagykónyi  este un sat în districtul Tamás, județul Tolna, Ungaria, având o populație de 1.198 de locuitori (2011). 

## Demografie
Componența etnică a satului Nagykónyi
     Maghiari (85,16%)
     Romi (11,89%)
     Germani (1,35%)
     Necunoscut (1,35%)
     Români (0,25%)
     Alții (1,35%)
Componența confesională a satului Nagykónyi
     Fără religie (12,02%)
     Reformați (2,34%)
     Necunoscută (85,23%)
     Atei (0,42%)
Conform recensământului din 2011, satul Nagykónyi avea 1.198 de locuitori. Din punct de vedere etnic, majoritatea locuitorilor (85,16%) erau maghiari, existând și minorități de romi (11,89%) și germani (1,35%). Apartenența etnică nu este cunoscută în cazul a 1,35% din locuitori. Nu există o religie majoritară, locuitorii fiind persoane fără religie (12,02%) și reformați (2,34%). Pentru 85,23% din locuitori nu este cunoscută apartenența confesională.